# Burguffeln
Burguffeln is een dorp van de gemeente Grebenstein in het district Kassel-Land in
Hessen. Burguffeln ligt aan de Uerdinger Linie, in het traditionele Nederduitse gebied.
Burguffeln ligt tussen Calden en Immenhausen.

Er wonen oongeveer 610 mensen in Burguffeln.